# Casa de la Corregidora
La Casa de la Corregidora és un edifici històric del centre de la Santiago de Querétaro (Mèxic), construït al segle xviii, que es va utilitzar com a Casa Reial i presó. Des de 1981 és Palau de Govern, seu del Poder Executiu de l'Estat de Querétaro.
Coneguda originalment amb el nom de «Casa dels Corregidors», es desconeix l'època exacta en què va començar a anomenar-se «Casa de la Corregidora».
Es troba al costat nord de la plaça d'Armes, a la cantonada dels carrers 5 de mayo i Pasteur Norte.

## Història
Miguel Domínguez, designat Corregidor de Querétaro, va venir a aquesta ciutat amb la seva esposa Josefa Ortiz de Domínguez. Ella oficialment no tenia cap càrrec, però per ser l'esposa del corregidor, per extensió la gent va començar a anomenar-la «la corregidora».

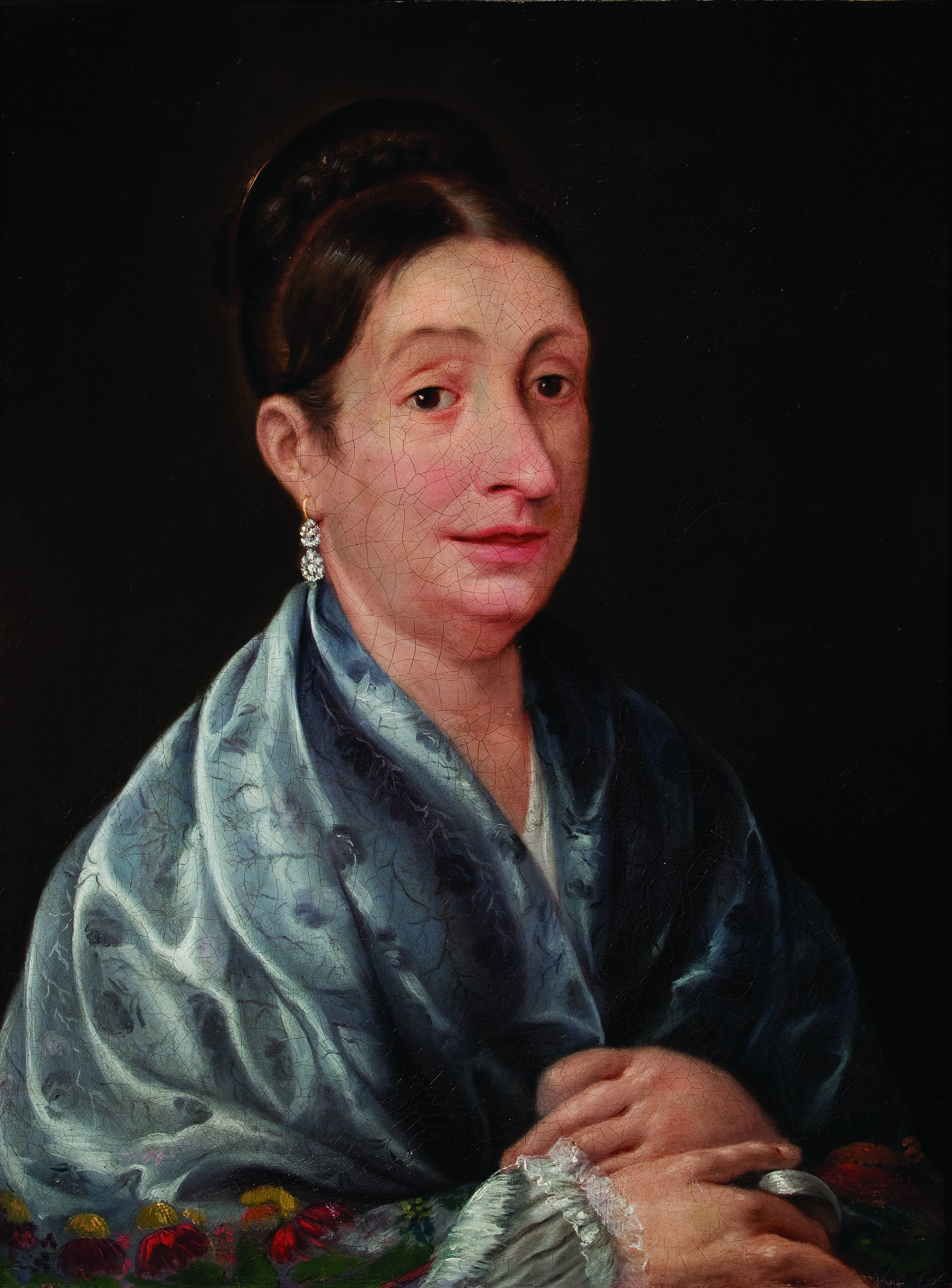
Josefa Ortiz de Domínguez «la corregidora». Oli sobre tela de 1807. Museu Nacional d'Història «Castell de Chapultepec», INAH

El 1810, Miguel i Josefa van participar activament en les reunions d'un grup de simpatitzants de la independència de Mèxic disfressades de reunions literàries. Els rebels estaven a punt per aixecar-se en armes el primer d'octubre de 1810. No obstant això, el 13 de setembre van ser descoberts per un infiltrat, que va informar a les autoritats del virregnat de les activitats del grup literari de Querétaro. El Virrei va ordenar al corregidor que detingués als implicats, sense saber que aquest era un dels integrants. A la tarda del 15 de setembre de 1810, Miguel, per a no ser descobert, va detenir a diversos dels seus amics i va tancar a casa a la seva pròpia esposa perquè no la capturessin. Josefa Ortiz va voler avisar el capità Ignacio Allende i al pare Miguel Hidalgo que havien sigut descoberts. És així que des de la seva habitació, a la part alta d'aquest edifici, va cridar a l'alcalde Ignacio Pérez, donant cops de taló al terra. Al mateix temps que ella baixava cap a la porta del palau, l'alcalde es va dirigir cap a la porta del carrer, trobant-se tots dos al vestíbul, ella per dins i ell per fora. Per l'ull del pany de la porta, la corregidora va donar a Ignacio Pérez el missatge i aquest immediatament va advertir al pare Miguel Hidalgo que s'havia descobert la conspiració. El rector va convocar el poble a aixecar-se en armes durant la missa patronal del poble, a la matinada del 16 de setembre de 1810, amb el que va donar inici la guerra de la Independència de Mèxic.
El 1821, per breus dies, Agustín d'Iturbide va utilitzar aquest Palau com a despatx un cop vençuda la resistència. Aconseguida la Independència, la Casa dels Corregidors va ser destinada a Palau de Govern.
Tomas Mejía, al comandament d'un exèrcit de serrans, va prendre Querétaro en 14 d'octubre de 1856 i va ocupar el Palau de Govern, deixant que les seves tropes es dediquessin a la destrucció, sobretot de l'arxiu que guardava molts documents relatius a la Independencia de Mèxic. Novament, el 1857, Tomas Mejía va atacar el Palau i el va prendre, però les forces republicanes el van tornar a recuperar després d'una càrrega del general José María Arteaga.
El 1876, José María Iglesias va instal·lar el seu Govern al Palau, convertint-lo en Palau Nacional.
El 1867, Maximilià d'Habsburg va discutir al Palau diverses vegades amb els seus generals els problemes d'estar assetjats i va condecorar als distingits en campanya.
A l'ala oest hi va haver una presó que va allotjar notables delinqüents com «Chucho el Roto» i «La Carambada».
La casa va ser Palau Municipal fins a 1981. Va ser restaurada i els presos es van traslladar a un penal construït a San José del Alto per disposició del governador de Querétaro, Rafael Camacho Guzmán. El 25 de juliol de 1981, el President de Mèxic José López Portillo va reinaugurar la Casa de la Corregidora com a Palau de Govern.